# Anrude
Anrude (Amrud) é uma vila do Afeganistão, localizada na província de Badaquexão, perto do Amu Dária.